# Блёхер, Штефан
Штефан Блёхер (нем. Stefan Blöcher, 25 февраля 1960, Висбаден, ФРГ) — немецкий хоккеист (хоккей на траве), полевой игрок. Двукратный серебряный призёр летних Олимпийских игр 1984 и 1988 годов, чемпион Европы 1978 года.

## Биография
Штефан Блёхер родился 25 февраля 1960 года в немецком городе Висбаден.
Окончил Немецкий спортивный университет в Кёльне.
Играл за «Франкфурт-1880» из Франкфурта-на-Майне и «Лимбургер» из Лимбурга-ан-дер-Лан. В 1989 году выиграл чемпионат ФРГ по хоккею на траве, в 1986 году — по индорхоккею, трижды завоёвывал Кубок европейских чемпионов (1986—1988). Также играл в Австралии за «Брисбен Блейдс», в составе которой в 1991 году стал чемпионом страны.
В 1978 году в составе сборной ФРГ выиграл чемпионат Европы.
В 1982 году завоевал серебряную медаль чемпионата мира в Бомбее.
В 1984 году вошёл в состав сборной ФРГ по хоккею на траве на летних Олимпийских играх в Лос-Анджелесе и завоевал серебряную медаль. Играл в поле, провёл 7 матчей, забил 2 мяча (по одному в ворота сборных США и Малайзии).
В 1988 году вошёл в состав сборной ФРГ по хоккею на траве на летних Олимпийских играх в Сеуле и завоевал серебряную медаль. Играл в поле, провёл 5 матчей, забил 3 мяча (по одному в ворота сборных Канады, Великобритании и СССР). В полуфинальном матче с британцами во время розыгрыша штрафного углового в голову Блёхеру попал мяч, и он получил сотрясение мозга и пропустил финал.
В Трофее чемпионов трижды выигрывал золотую медаль (1986—1988), один раз — серебряную (1980), четыре раза — бронзовую (1981, 1983, 1985, 1989). В 1987 году стал лучшим снайпером и игроком турнира.
В индорхоккее трижды становился чемпионом Европы в 1980, 1984 и 1991 годах.
В 1978—1991 годах провёл за сборную ФРГ и Германии 259 матчей, в том числе 213 на открытых полях, 46 в помещении.
После окончания игровой карьеры занимался организацией соревнований по гольфу. В 2016 году стал управляющим директором стадиона «Брита-Арена» в Висбадене.